# Alaree
Alaree (titre original : Alaree) est une nouvelle dramatique de science-fiction de Robert Silverberg.

## Publications

### Première publication aux États-Unis
La nouvelle est écrite en mars 1956 et paraît en mars 1958 sous le titre Alaree dans le magazine Saturn Science Fiction.

### Publications en Occident
Si l'on ne prend en compte que les parutions aux États-Unis, au Royaume-Uni et en France, la nouvelle a été publiée, entre 1956 et 2012, à 14 reprises dans des recueils de nouvelles de Silverberg ou dans des anthologies regroupant des nouvelles de divers auteurs.
Les éventuelles publications dans les autres pays européens, en Amérique latine, au Canada, en Afrique, en Asie, ne sont pas connues.

### Publications en France
La nouvelle est parue en langue française en 2002, aux éditions Flammarion, dans le recueil Le Chemin de la nuit (grand format), avec une traduction de Corinne Fisher. Une nouvelle édition en format poche est intervenue chez J'ai lu en 2004 avec la même traduction. La nouvelle est ainsi l'une des 124 meilleures nouvelles de Silverberg sélectionnées pour l'ensemble de recueils Nouvelles au fil du temps, dont Le Chemin de la nuit est le premier tome.

## Résumé
Une expédition spatiale fait halte sur Spica IV. Les membres de l'équipage ne tardent pas à faire connaissance avec un extraterrestre sympathique prénommé Alaree.
Grâce au traducteur de pensée universel, on arrive sans trop de mal à converser avec Alaree. Sa conception de la nature des êtres est étrange : dans son langage, le mot « je » n'existe pas, seul existe le pronom « nous ». Lorsque les humains expliquent à Alaree leur mode de pensée, l'extraterrestre est fort tourmenté.
On découvre alors que les extraterrestres vivent sur un schéma de groupe : il existe une dizaine d'Alaree, Alaree 1, Alaree 2, Alaree 3, Alaree 4, etc., chacun étant une partie du tout.
Quelque temps plus tard, le vaisseau doit repartir. Alaree demande la permission au commandant d'embarquer à son bord. Appliquant les consignes réglementaires, le commandant refuse.
Le problème est que l'extraterrestre rencontré, qui faisait partie du « groupe Alaree », s'est peu à peu considéré comme un élément individuel et s'est détaché de son groupe. Les autres membres du groupe se sont corrélativement détachés de lui, le considérant comme un « malade mental ». Désormais totalement isolé, Alaree craint de mourir s'il ne retrouve pas un groupe avec qui vivre.
Le commandant, pris de pitié, accepte de le prendre à bord.
Les premiers jours se passent correctement. Mais au bout d'une douzaine de jours, Alaree dépérit progressivement. Coupé de ses liens télépathiques avec les autres Alaree, et ne parvenant pas à en créer de nouveaux avec les membres de l'équipage, il sombre peu à peu dans la dépression, avant de mourir de solitude psychique, à laquelle rien ne l'avait l'habitué ni prédisposé.